# Offa von Mercia

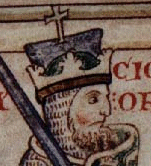
Offa von Mercia

Offa († 26. Juli 796) war von 757 bis zu seinem Tod König von Mercia, einem Teilkönigreich im frühmittelalterlichen England. Zusammen mit Königin Cynethryth war Offa der erste Angelsachse, der sich als König bzw. Königin von England bezeichnete (774). Am Ende seiner Regierungszeit herrschte er tatsächlich über ganz England südlich des Humber. Gegenüber Wales verhielt er sich defensiv und errichtete an der Grenze einen Schutzwall, den Offa’s Dyke.

## König von England
Der Regierungsantritt Offas beendete eine Zeit der Thronwirren in Mercia, nachdem nach Æthelbalds Tod 757 zunächst Beornrad für kurze Zeit an die Macht gekommen war, den Offa aber noch im selben Jahr stürzen und vertreiben konnte. Diese Schwächephase nutzte das Königreich Wessex, um sich aus der Oberherrschaft von Mercia zu lösen. Um für Mercia wieder eine Hegemonialstellung in England zu gewinnen, wandte sich Offa zunächst nach Südosten. In Kent gelang es ihm im Jahr 764, mit Heahberht einen ganz von ihm abhängigen König einzusetzen. Zu Beginn der 770er Jahre kam es im Südosten allerdings zu einer Erhebung gegen die Herrschaft Mercias, an der auch die Könige von Sussex teilnahmen. Letztere tauchen ab 772 nur noch mit dem Titel dux („Herzog“) auf, sodass angenommen werden kann, dass sich Offa gegen sie durchsetzen konnte. Auch gegen Kent ging Offa militärisch vor und die Angelsächsische Chronik verzeichnet für das Jahr 776 eine Schlacht bei Otford, ohne jedoch den Sieger zu nennen. Da in den nächsten Jahren Kent aber offenbar eine gewisse Eigenständigkeit behalten konnte, kann Offa die Schlacht kaum für sich entschieden haben. Dennoch war die Vorherrschaft Offas in England mittlerweile weitgehend ohne ernsthaften Konkurrenten, sodass sich Offa im Jahr 774 als erster Monarch König von England (Rex Anglorum) nennen konnte.
Diese gefestigte Machtstellung Offas erlaubte es ihm auch, nunmehr die Auseinandersetzung mit Wessex zu wagen. Im Jahr 779 besiegte er König Cynewulf von Wessex in der Schlacht von Bensington (Oxfordshire) und eroberte das Gebiet von Berkshire, das bereits früher zu Mercia gehört hatte, wieder zurück. Im Jahre 786 wurde Cynewulf getötet und Beorhtric wurde neuer König in Wessex; gegen ihn erhob Egbert Thronansprüche, doch stellte sich Offa auf die Seite von Beorhtric, dem er 789 seine Tochter Eadburh zur Frau gab. Auch die 786 von Offa in Mercia eingeführten Penny-Münzen wurden in Wessex verwendet. An der Grenze zwischen Mercia und Wessex war es offenbar relativ friedlich, sodass z. B. beim Bau einer Brücke in Oxford auf zusätzliche Befestigungen verzichtet wurde; dagegen wurden in Hereford an der walisischen Grenze neue Befestigungen errichtet.

## Bündnisse und Konflikte
Einen weiteren Machtzuwachs erhielt Offa im Jahre 794 mit dem Tod des Königs von East Anglia, Æthelberht II., den Offa selbst töten ließ (so die Angelsächsische Chronik) und dessen Reich er Mercia einverleibte.
Zusätzlich zu diesen Kämpfen mit den angelsächsischen Reichen war Offa ständig in Kämpfe mit den Walisern an seiner Westgrenze verwickelt. Bereits im Jahre 760 fand ein erstes Gefecht bei Hereford statt. In der Folge sind Feldzüge für die Jahre 778, 784 und 796 dokumentiert. Um sich an dieser Front abzusichern, ließ Offa den nach ihm benannten Grenzwall errichten, eine 270 km lange, 2,50 m hohe Anlage.

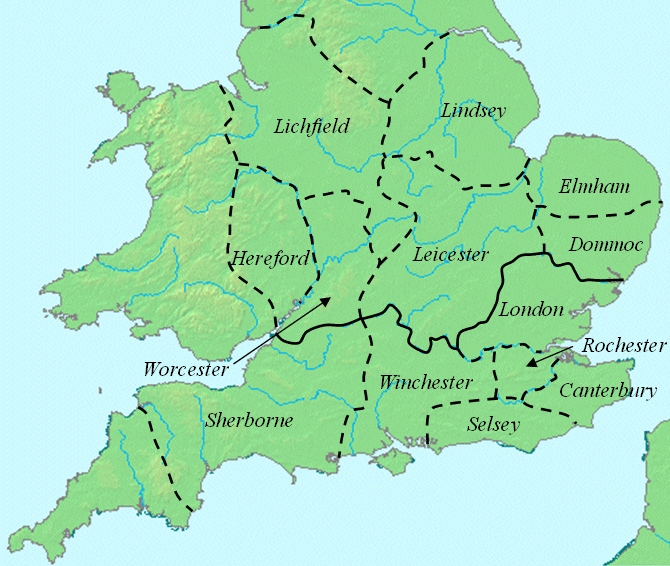
Bistümer in England zur Zeit Offas

Zunächst bestanden recht freundschaftliche Beziehungen zwischen Offa und dem Frankenreich unter Karl dem Großen, der Offa in einem Brief als „Bruder“ anredete, ohne ihn damit aber auf eine völlig gleiche Stufe mit sich selbst zu stellen. So bot Karl zwar an, einen seiner Söhne mit einer Tochter Offas, Aelfflaed, zu verheiraten; dessen Gegenangebot, eine Tochter Karls mit Offas Sohn Ecgfrith zu vermählen, lehnte Karl jedoch ab. Zeitweise ließ Karl gar seine Häfen für englische Händler sperren und auch die Aufnahme Egberts von Wessex im Frankenreich, des Rivalen von Offas Protegé Beorhtric, belastete die beiderseitigen Beziehungen.
Auch die Beziehungen zwischen Offa und der Kirche waren nicht frei von Spannungen. Offas Plan war es, das Bistum von Lichfield, der gewachsenen Rolle seines Reiches entsprechend, zu einem dritten Erzbistum Englands neben York und Canterbury erheben zu lassen. Nachdem eine von Offa und Beorhtric geleitete Synode sich im Jahr 787 für ein Erzbistum in Lichfield ausgesprochen hatte, stimmte Papst Hadrian I. dem zunächst auch zu und verlieh Bischof Higbert im Jahre 788 das Pallium. Bald nach Offas Tod, etwa im Jahr 799 oder kurz danach, wurde das Erzbistum Lichfield allerdings wieder aufgehoben.

## Entwicklung des Münzwesens

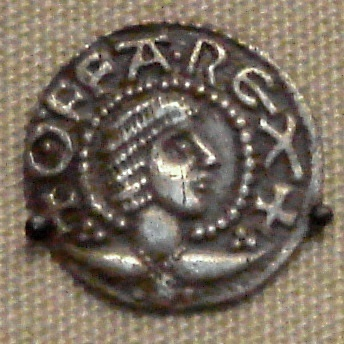
Münze mit der Prägung „Offa Rex“

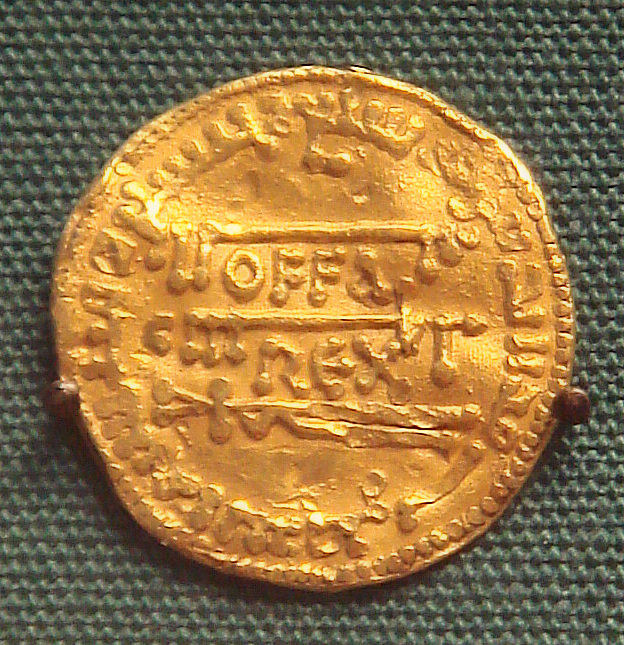
Kopie eines Golddinar des Abbassiden-Kalifats: arabische Schriftzüge, dazwischen „Offa Rex“

Auf Offa geht die Reform des englischen Silber-Münzwesens zurück. Er ließ erstmals Penny-Münzen prägen, wobei die Münzen Porträts sowohl von ihm selbst als auch von der Königin Cynethryth aufwiesen. Münzstätten bestanden in Canterbury, London und in East Anglia. In den 770er Jahren kam die Prägung schwerer Silbermünzen hinzu und auch einige Goldmünzen nach dem Vorbild arabischer Denare wurden geprägt.
Um die Nachfolge zu sichern, ließ Offa im Jahr 787 seinen Sohn Ecgfrith zum Mitkönig krönen. Tatsächlich übernahm dieser nach Offas Tod im Jahre 796 die Herrschaft, doch starb er bereits wenige Monate später und Cenwulf trat die Nachfolge an.
Offas Herrschaft bildete den Höhepunkt der Machtentfaltung Mercias, das bereits drei Jahrzehnte nach Offas Tod, im Jahr 825, die Vorherrschaft in England an den Nachbarn Wessex abgeben musste.